# 生活品牌
生活品牌或生活方式品牌是指为营销目的而试图体现一个群体或一种文化的价值观、愿望、兴趣、态度或意见的品牌。生活品牌寻求启发、引导和激励人们，目的是使其产品有助于定义消费者的生活方式。因此，品牌和广告及其他促销活动密切相关，以在目标市场中赢得市场份额。